# Björkskatafjärden
Le lac Björkskatafjärden (en suédois : Björkskatafjärden) est un lac de Suède situé à Luleå.

## Géographie
Le lac Björkskatafjärden fait partie de la zone côtière d'Altersundet-Luleälven. 
Le lac a une superficie de 0,959 kilomètre carré et se trouve à 0 mètre d'altitude.
Le lac Björkskatafjärden fait partie du sous-bassin hydrographique (729499-179306) du SMHI. 
L'altitude moyenne du bassin est de 12 mètres et sa superficie est de 18,44 kilomètres carrés.
Si l'on inclut les 8 bassins versants en amont, la superficie cumulée est de 104,23 kilomètres carrés. L'écoulement du bassin versant Holmsundet se jette dans la mer Baltique.
Le bassin versant est principalement constitué de forêts (11%). Le bassin versant a 0,94 kilomètre carré de surface d'eau, ce qui lui donne un pourcentage de lac de 17,8 pour cent. Les zones habitées couvrent une superficie de 3,78 kilomètres carrés, soit 71 pour cent du bassin versant.
Le canal de Lulsund, relie les lacs Björkskatafjärden et Skurholmsfjärden.

## Contrôle du niveau d'eau des lacs
Au cours des années 2000, la municipalité de Luleå a procédé à une vaste restauration et construit des barrages afin d'élever le niveau de l'eau du Björkskatafjärden.
Des barrages ont été  construits pour contrôler le niveau des lacs, l'un au canal de Lulsund à la sortie du Skurholmsfjärden et l'autre à Likskärsbanken entre Mulöviken et Sörfjärden. 
Il s'agit de barrages à débordement dont le niveau d'eau est fixé à environ 45 centimètres au-dessus du niveau d'eau normal. Ils signifient que l'eau s'écoulera de la mer à marée haute dans les lacs intérieurs et vice versa, s'il s'agit d'une marée basse, l'eau s'écoulera depuis les lacs.
Les barrages sont fermés pendant l'été entre la mi-mai et la mi-septembre.
Durant cette période, des rampes sont aménagées pour les bateaux et une passe à poissons. 
Le reste du temps, l'eau peut s'écouler librement et est affectée par le niveau de l'eau de la mer.